# Modesto (Familienname)
Modesto ist ein ursprünglich aus Südeuropa stammender Familienname, abgeleitet von lat. Modesto für Demut. Er ist sehr gebräuchlich in Italien, Portugal, Spanien und Lateinamerika, insbesondere in Brasilien, aufgrund der starken Welle italienischer Einwanderer des neunzehnten Jahrhunderts.

## Namensträger
- Aílton de Oliveira Modesto (* 1980), brasilianischer Fußballspieler
- Arturo Modesto Tolentino (1910–2004), philippinischer Politiker, siehe Arturo Tolentino
- François Modesto (* 1978), französischer Fußballspieler und -funktionär
- Juan Modesto (1906–1969), spanischer General
- Juan Francisco Martínez Modesto (* 1980), spanischer Fußballspieler
- Rose Modesto (* 1978), brasilianische Politikerin
- Rui Modesto (* 1999), angolanischer Fußballspieler
- Salvador T. Modesto (1930–2015), philippinischer römisch-katholischer Bischof
- Williams Silvio Modesto Verísimo (1953–2008), brasilianischer Fußballspieler, siehe Bio (Fußballspieler)